# KRI Nanggala (402)
KRI Nanggala foi um submarino elétrico de ataque movido a diesel pertencente a Força Naval-Militar Nacional Indonésia, sendo um de dois submarinos da Classe Cakra, construído pela empresa alemã Howaldtswerke-Deutsche Werft utilizando o modelo Type 209/1300 como design original. Foi encomendado em 1977, lançado ao mar em 1980 e comissionado em 1981. O submarino conduziu operações de coleta de inteligência no Oceano Índico e ao redor do Timor Leste e em Calimantã Setentrional. O Nanggala participou de várias missões de treinamento internacionais com nações aliadas, incluindo o PASSEX com o americano USS Oklahoma City. Em 2012, o Nanggala foi submetido a uma extensa modernização.
O Nanggala foi declarado como desaparecido em 21 de abril de 2021, horas depois de perder contato com sua base enquanto estava submergido. A embarcação estava no meio de um programa de testes com seus tubos de torpedos nas águas ao norte de Bali e havia disparado um torpedo SUT com munição viva antes de desaparecer. A marinha indonésia estimou que o suprimento de oxigênio do submarino duraria cerca de três dias e vários navios do país e de outras nações começaram a realizar buscas na região.
Em 24 de abril, três dias após seu desaparecimento, destroços do submarino foram encontrados na superfície e a marinha da Indonésia oficialmente declarou que o Nanggala havia afundado. O chefe da marinha, o almirante Yudo Margono, relatou que uma varredura parecia mostrar que o que restou do submarino estava provavelmente parado a uma profundidade de 850 metros. Todos os 53 tripulantes a bordo foram dados como mortos, o que foi a maior quantidade de fatalidades num incidente com um submarino defeituoso desde o chinês Changcheng 361, em abril de 2003.